# سمندر غول‌پیکر چینی
سمندر غول‌پیکر چینی (نام علمی: Andrias davidianus) بزرگ‌ترین سمندر در جهان است. طول بعضی از آن‌ها حتی به ۱۸۰سانتی‌متر (۶فوت) هم می‌رسد. هر چند امروزه به ندرت به این اندازه می‌رسند. در حقیقت، سمندر غول‌پیکر چینی با وزن ۵۰ کیلوگرم (۱۱۰ پوند) و طول ۱۸۰ سانتیمتر (۵٫۹ فوت) بزرگ‌ترین سمندر و در حقیقت بزرگ‌ترین جاندار دوزیست کره زمین است که بیشتر به خاطر ایجاد صداهای بلند کردن، ناله، صدای خش خش یا صداهای گریه مانند شناخته شده‌است. برخی از این صداها شباهت‌های قابل توجه به گریه یک کودک دارد، و به همین دلیل است که در زبان چینی به آن «ماهی نوزادان» می‌گویند. این سمندر در سال ۲۰۰۸ به عنوان یکی از گونه‌های در معرض انقراض معرفی شده‌است.
اگر چه این گونه توسط قوانین چین و ضمایم سایتس حفاظت می‌شود، با این همه از دهه ۱۹۵۰ بیش از ۸۰٪ از میزان جمعیت موجود در حیات وحش این جاندار کاهش یافته‌است. هر چند این سمندر به اتفاق سمندر بزرگ ژاپنی به‌طور معمول جزو دو گونه بازمانده از آندریاس محسوب می‌شوند اما شواهد نشان می‌دهد که سمندر غول پیکر چینی ممکن است ترکیبی از دست‌کم ۵ گونه پیچیده باشد.
سمندر غول‌پیکر چینی سبد غذایی متنوعی دارد که می‌تواند شامل انواع کرم‌های یال‌اسبی، هزارپاییان، دوزیستان (مانند دیگر سمندرها و قورباغه‌ها)، خرچنگ آب‌شیرین، میگو، ماهی و حشره‌خوارهای آبی آسیایی باشد. در معده آنها مواد گیاهی و شن و ماسه هم پیدا شده‌است که این در مورد اخیر احتمال داده می‌شود به صورت اشتباهی و اتفاقی توسط این دوزیست خورده شده‌باشند.